# Katastrofa w kopalni „Generał Zawadzki”
Katastrofa w kopalni „Generał Zawadzki” – katastrofa górnicza, która miała miejsce 24 lipca 1969 roku w Dąbrowie Górniczej (częściowo w Będzinie) w kopalni noszącej wówczas nazwę „Generał Zawadzki” (do 1945 r. „Paryż”, nazwę tę przywrócono po upadku PRL). Katastrofa zapisała się w historii dzięki doskonale przeprowadzonej i skutecznej akcji ratowniczej: uratowano łącznie około 120 górników ze strefy bezpośredniego zagrożenia, a zginął tylko jeden.

## Zalanie kopalni
Kopalnia „Generał Zawadzki” uchodziła za bezpieczną i wydajną, a pokłady węgla leżały niezbyt głęboko – główny poziom wydobywczy, objęty katastrofą, leżał na głębokości 250 metrów. 24 lipca 1969 roku około godziny 10 – 11 rano nastąpiło zarwanie dna zbiornika osadowego „Jadwiga II” obok szybu „Łabędzki”. Woda ze zbiornika, nasączająca od kilku dni podłoże, zerwała je na głębokość 90 metrów i przez stare wyrobiska kopalni „Reden”, włączonej do „Generała Zawadzkiego”, zaczęła zalewać pokłady. Do kopalni wtargnęło około 100.000 metrów sześciennych wody, a porywany przez nią piasek i muł węglowy zwiększyły objętość zalewu o dalsze dziesiątki tysięcy metrów. Płynąca woda z mułem zalewała korytarze i szyby, podmywała piasek ze spągów i powodowała natychmiastowe zawały. Jednocześnie zalewając całą przestrzeń odcinała dopływ powietrza do ocalałych korytarzy.
W chwili, gdy w oddziale wydobywczym G-3 pojawiła się woda, górnicy zaczęli szukać drogi ucieczki. Panikę wśród załogi zdołali opanować przełożeni. Sztygar Wiesław Błażejewski, który był blisko zalewanego miejsca, zebrał wszystkich ludzi, których znalazł i poprowadził ich w górę. Jedynie dwaj młodzi, niedoświadczeni górnicy, których przełożeni nie zdołali powstrzymać, rzucili się do ucieczki pochylnią nr 33 w kierunku znanego im szybu „Zawadzki”. Sztygarzy nie pozwalali tamtędy uciekać, gdyż widać było, że pochylnią z uwagi na jej nachylenie za chwilę popłynie woda z mułem. Pierwszy górnik zdążył przebiec pochylnię, uciec przed wodą, dobiegł do szybu i został uratowany z pierwszą grupą wyciągniętych z kopalni. Drugim był 19-letni Marian Derej, który stał się jedyną ofiarą katastrofy – porwany przez wodę zginął na miejscu, zanim w ogóle rozpoczęto akcję ratunkową.
Wiesław Błażejewski i nadsztygar Henryk Rak z oddziału mechanicznego poprowadzili górników w górę, ku bocznym, peryferyjnym szybom „Koszelew”, Małobądz” i „Walery” w rejonie Będzina. Później do zalewanego rejonu dotarł Roman Wilk, sztygar zespołu wentylacji, który zorientował się, że ma miejsce katastrofa, gdy stanęła wentylacja i wyłączył się prąd. Połączył się z dyspozytorem, który nie wiedział jeszcze o zalaniu kopalni. Zdołał zebrać wszystkich ludzi swojej brygady oraz tych, którzy nie zdążyli pójść z pierwszą grupą i poprowadził ich w ślad za uciekającymi, już przedzierając się z trudem przez wzbierającą wodę. Oddalali się od pochylni nr 33, do której kierowała się spływająca woda.

## Akcja ratunkowa
Gdy Roman Wilk zaalarmował dyspozytora o wlewającej się do kopalni wodzie, jednocześnie na powierzchni zbiornika dostrzeżono wirowy lej. Wiadomo było, że w zalewanej części kopalni jest wielu ludzi, pracowało ich tam około 1.500. W pierwszej fazie akcji próbowano z powierzchni zatamować upływ wody, zrzucono do zbiornika betonowe płyty, ścięte w tym celu drzewa, worki z piaskiem, ale nie dało to nic, cała woda uciekła ze zbiornika. Jednocześnie rozpoczęto akcję wydobywania górników z kopalni.
Akcję kierowali dyrektor kopalni Andrzej Groyecki i główny inżynier Bogdan Ćwięk. Liczni górnicy znajdujący się poza zalaną strefą natychmiast wyjechali z kopalni szybami „Koszelew”, „Walery” i „Małobądz”. 25 górników, brodząc w wodzie i przeciągając się po kablach i rurach, zdołało dotrzeć do przekopu „Koszelew”, który prowadził w górę. Tym przekopem doszli do szybu „Koszelew” i zostali przez ratowników wyciągnięci na powierzchnię. Był wśród nich górnik, który jako jedyny zdążył uciec pochylnią nr 33.
13 górników pracujących w innym miejscu uciekło przed napływającą wodą do wyrobiska, do którego woda nie doszła. Gdy napływ wody ustał, okazało się, że oba chodniki prowadzące do wyrobiska – przecznica, którą górnicy uciekli i pochylnia nr 28 – zapadły się. Górnicy ci byli jednak uwięzieni tylko przez kilkanaście godzin, gdyż znajdowali się blisko miejsca, od którego zaczęto akcję. Już w nocy z 24 na 25 lipca ratownicy przebili do nich chodnik ratunkowy przez piaszczystą ścianę wyrobiska i wyprowadzili ich z zawału.
Górnik maszynista Roman Otto, obsługujący szyb „Cieszkowski” schronił się na pomoście i otoczony wodą czekał na ratunek. Miał jednak zachowaną łączność telefoniczną i wezwał pomoc. Ratownicy podpłynęli do niego na tratwie i ewakuowali go. Po przeliczeniu okazało się, że pod ziemią pozostaje 82 górników.
Podjęto decyzję o wykonaniu odwiertu z powierzchni, aby przebić się do odciętych górników i wydobyć ich kapsułą ratunkową, tzw. bombą Dahlbuscha (tę metodę sześć lat wcześniej zastosowali skutecznie Niemcy, ratując 11 górników uwięzionych przez dwa tygodnie w zalanej wodą kopalni rudy w Lengede, a po latach wydobyto w ten sposób 33 górników w Copiapo). Do sztabu ratunkowego przybywali oficjele partyjni i państwowi: pierwszy sekretarz Komitetu Wojewódzkiego PZPR w Katowicach Edward Gierek, minister górnictwa i energetyki Jan Mitręga (obaj byli górnikami z doświadczeniem w pracy pod ziemią, minister Mitręga dołączył do sztabu akcji), a także premier Józef Cyrankiewicz, który oświadczył, że jeśli do przebicia otworu ratunkowego będzie to konieczne, ratownicy mają burzyć każdy budynek, który będzie im przeszkadzał (nie okazało się to potrzebne). Część sprzętu wiertniczego była w Sosnowcu, inny błyskawicznie przywieziono z Gorlic i Przemyśla. Wyznaczono cztery miejsca do wiercenia otworów ratunkowych różnej średnicy, do nawiązania kontaktu i do wydobywania ludzi.
Jednocześnie kierowani przez Adriana Jasiaka ratownicy pracujący w kopalni zaczęli przebijać się w kierunku rejonu, w którym spodziewali się górników, drążąc chodnik ratunkowy wzdłuż zasypanej pochylni nr 33. Już po kilku metrach znaleźli i wydobyli zwłoki Mariana Dereja, który uciekając przed wodą i walącą się ziemią przewrócił się na kablach i zginął zasypany zaledwie kilka kroków od końca pochylni. Wiadomo było, że jeśli ktoś próbował uciekać tak jak on, też musiał zginąć.
Po około 30 godzinach przekopywania chodnika i pokonaniu kilkudziesięciu metrów zawału sztygar grupy ratowniczej Grzegorz Kowalski poprzez rurociąg przeciwpożarowy zdołał nawiązać kontakt głosowy z odciętymi górnikami.
Pierwszą informacją było, że jest ich 79. Później zasypani podali, że dwaj inni górnicy są odcięci w rejonie upadowej nr 3.

## Uwięzieni górnicy
Obie grupy górników odciętych przez zalewającą kopalnię wodę połączyły się zaraz po ucieczce w górę przed wodą. Roman Wilk zdołał jeszcze połączyć się z szefem wentylacji, inżynierem Józefem Kazkiem (byłym dyrektorem kopalni, usuniętym ze stanowiska z powodów ideologicznych) i przekazać mu, gdzie jest grupa górników. Gdy zalana pochylnia nr 33, którą uciekło dwóch młodych górników, zawaliła się, zostali definitywnie odcięci. Później po przeliczeniu okazało się, że zostało ich 79. Roman Wilk i Wiesław Błażejewski zaprowadzili porządek w grupie. Polecili, aby górnicy, którzy nie mają żadnych zadań, leżeli i oszczędzali siły dla zmniejszenia zużycia powietrza, sprawdzili, kto ma żywność albo napoje, udzielili pomocy rannym (było ich niewielu i nie odnieśli poważnych obrażeń), po czym podjęli działania w celu ustalenia, którędy mogą się do nich przebić ratownicy i jaką drogą możliwa będzie ewakuacja. Nadsztygar Henryk Rak pozostał przy ostatnio użytym telefonie na wypadek odzyskania łączności. Górnicy rozkręcili rurociąg podsadzkowy, licząc na to, że podjęta zostanie próba tłoczenia nim powietrza. Z kolei przez rurociąg pożarowy udało się wywołać górnika Wincentego Słuszniaka, również zasypanego. Słuszniak po rozmowie przeszukał pobliski rejon, znalazł jeszcze górnika Stanisława Nowaka odciętego za wodą. Za radą sztygara Wilka zdołał ściągnąć Nowaka na prowizorycznej tratwie z drewna do siebie. Podali, że są w rejonie upadowej nr 4 i Roman Wilk podpowiedział im możliwą drogę ewakuacji, po czym utracił z nimi kontakt.
W grupie odciętych górników sztygarzy przez kilka godzin szukali jeszcze możliwości przebicia się przez zawały, ale nie dawało to rezultatu, praca zaś kosztowała zbyt dużo sił i tlenu. W tej sytuacji Wiesław Błażejewski i Roman Wilk kontrolowali z częścią górników, czy woda opada, a Henryk Rak nadzorował główną grupę, by nie doszło do paniki i załamania. Po upływie ponad doby od zalania (25 lipca około godziny 16.00) trzeba jednak było wycofać się z zalanego odcinka do góry, do głównej grupy, gdyż poziom dwutlenku węgla w dolnej części odciętego fragmentu wzrósł do kilku procent.
Wiesław Błażejewski i Roman Wilk z dwoma górnikami penetrowali dalej zasypany fragment kopalni i w odległości około 700 metrów od miejsca pobytu głównej grupy, w pobliżu pochylni nr 12 znaleźli rurociąg przeciwpożarowy, z którego płynęło powietrze. Sprowadzili w ten rejon główną grupę. Doszli do zawalonej pochylni nr 33. Rozkręcili kolejny rurociąg i też popłynęło nim powietrze. Górnicy zaczęli stukać i krzyczeć przez rurociąg, aż w końcu usłyszeli z drugiej strony odpowiedź uczestniczącego w akcji ratowniczej Grzegorza Kowalskiego. Zasypani przekazali swoją lokalizację, dane o grupie i powiedzieli, że przede wszystkim potrzebują powietrza. Ratownicy zdołali wówczas puścić rurociągiem z butli tlen, który dopłynął do uwięzionych. Nie udało się natomiast początkowo przepchnąć rurociągiem drutu w celu przeciągnięcia pojemników z wodą lub żywnością. Powszechnie obawiano się spadku ciśnienia atmosferycznego, które mogłoby spowodować wyssanie dwutlenku węgla z otoczenia zawału i nawet uduszenie się górników. Szczęśliwie utrzymywała się dobra pogoda i wyż atmosferyczny (gdy tuż po akcji ciśnienie spadło, oddychanie w rejonie, w którym odcięci górnicy przebywali, stało się już niemożliwe i ratownicy wydobywali sprzęt w aparatach tlenowych).
Uwięzieni powiadomili też ratowników o miejscu pobytu Wincentego Słuszniaka i Stanisława Nowaka, z którymi rozmawiali przez inny rurociąg. Wówczas grupa ratowników zaczęła się przebijać z najbliższego opisanemu miejscu przekopu „Pod Hutą” do obu zasypanych, którzy sami nie znaleźli drogi wyjścia. 26 lipca około godziny 10.00 wydobyto ich obu, całych i zdrowych.

## Dalsza akcja
Odcięta grupa pozostawała w kontakcie z ratownikami i była informowana o przebiegu akcji. W sobotę 26 lipca wieczorem przekazano im informację, że trwa przebijanie otworu ratunkowego z powierzchni do chodnika, w którym grupa znajdowała się poprzednio. Otwór ten istotnie udało się przewiercić, miał około 100 metrów głębokości, planowano wtłoczyć nim pod ziemię powietrze oraz podać żywność, wodę i leki. Wiesław Błażejewski i Roman Wilk w aparatach oddechowych postanowili pójść szukać otworu: z osłabionych górników już tylko jeden zdecydował się im towarzyszyć. Okazało się jednak, że mają za mało tlenu, aby dojść w rejon, w którym znajdować się miał otwór, bo nie wystarczyłoby go na drogę powrotną. Musieli zawrócić i otworu nie znaleźli. Zobaczyli tylko, że rurociągiem przeciwpożarowym sączy się woda, zebrali jej trochę, ale nie nadawała się do picia. Przekazali przez rurociąg ratownikom, że nie znaleźli otworu ratowniczego i że trzeba spróbować im podać wodę i żywność rurociągiem. Tymczasem sytuacja w odciętej od dwóch i pół doby grupie pogorszyła się, niektórzy górnicy tracili nad sobą panowanie, niektórzy byli w coraz większym szoku, zdradzając objawy obłędu, próbowali iść w głąb kopalni lub krzyczeli, że popełnią samobójstwo. Atmosfera była przesycona dwutlenkiem węgla i górnicy odcięli mokrymi płachtami dalszą część korytarza, aby pompowane rurociągiem świeże powietrze tam nie uciekało; za zasłoną kopalniane szczury dusiły się z braku tlenu. Ciśnienie atmosferyczne zaczęło spadać, co utrudniało akcję i pogarszało warunki w odciętej części.
Około północy z soboty na niedzielę (26/27 lipca) posuwający się dalej ratownicy dotarli do miejsca, w którym rurociąg był złamany i od tego miejsca mogli już przepchnąć nim drut i następnie sznurek. Zaczęli podawać uwięzionym czekoladę w pojemnikach, herbatę w butelkach, witaminy w zaklejonych piłeczkach pingpongowych, pomidory. Na wezwanie Błażejewskiego i Wilka przesłano też lekarstwo uspokajające w płynie, które podano najbardziej zszokowanym. Niewiele to pomogło, gdyż mimo dostaw żywności i informacji o trwającej akcji atmosfera w grupie ciągle się pogarszała, a sztygarzy mieli problem z załamanymi nerwowo. Ratownicy ciągle informowali zasypanych o postępie prac, ale mimo to atmosfera była coraz gorsza. Tymczasem z powierzchni wiercono drugi otwór ratowniczy, wycelowany bezpośrednio w miejsce, gdzie znajdowali się odcięci górnicy. Wywiercono go na głębokość około 80 metrów, ale wówczas wiercenie można było już przerwać, gdyż okazało się, że zanim wiertacze pokonają ostatnie 20 metrów, ratownicy przekopujący chodnik dotrą do zasypanych jako pierwsi.
Przebijanie chodnika ratunkowego o długości około 200 metrów trwało niemal 80 godzin, w bardzo złych warunkach oddechowych: ratownicy (których łącznie pracowało 450) zmieniali się co kilkanaście minut, zawartość tlenu w powietrzu była na tyle małą, że akcję należałoby przerwać (czego nikt nie rozważał), a kopiący tunel o przekroju metra pomagali sobie wypuszczaniem tlenu z butli prosto do otoczenia. 27 lipca już od godziny 10.00 w każdej chwili spodziewano się dotarcia do ratowanych, ale ostatnie metry okazały się trudne, gdyż trzeba było omijać dwie duże skały, a w dodatku w górnej części kopalni następowały drobne zawały, które naruszały konstrukcję chodnika ratunkowego. Wreszcie o godzinie 16.48 ratownik Franciszek Ćmok przebił się do zasypanych. Otwór był na tyle wąski i biegł pod wiszącą dużą skałą, że można było wyciągać nim ludzi tylko na leżąco i pojedynczo. Wiesław Błażejewski i Roman Wilk ustalili wcześniej kolejność ewakuacji. W ciągu 2,5 godziny wszyscy górnicy przedostali się przez otwór i zostali poprowadzeni (a ci, którzy nie byli w stanie iść, przeniesieni na noszach) do oddalonego o 3 kilometry szybu „Koszelew”. Tam kolejno wszystkich zaopatrzono w ciemne okulary ochronne i podniesiono kubłem wyciągowym na powierzchnię, po czterech dniach od momentu katastrofy.

## Po katastrofie
Niezwykle skuteczna akcja ratownicza, w wyniku której uratowano łącznie wszystkich zasypanych (jedyna ofiara katastrofy zginęła, zanim akcję rozpoczęto), zyskała duży rozgłos.
Wznowienie pracy w kopalni nastąpiło stosunkowo szybko, bo już po miesiącu.
Powołana przez Okręgowy Urząd Górniczy w Sosnowcu Komisja Dyscyplinarna dopatrzyła się zawinienia głównego inżyniera Bogdana Ćwięka i zawiesiła go na rok w pełnieniu funkcji, ponieważ dwa dni przed katastrofą poinformowano go o nieznacznym wówczas przecieku, a on nie polecił wstrzymania prac w zagrożonej części kopalni. Bogdan Ćwięk nie odwołał się od kary (za zaangażowanie w akcji ratowniczej obiecano mu przeniesienie na inne, nie niższe stanowisko i tak się stało), a prokuratura postępowanie umorzyła, nie stwierdzając przestępstwa.
Fotoreportaż dokumentującego całą akcję ratowniczą Stanisława Jakubowskiego, zatytułowany „Wyrwani śmierci” zdobył nagrodę główną World Press Photo za rok 1969 – był to drugi przypadek przyznania tej nagrody Polakowi.
O katastrofie opowiada film z cyklu „Katastrofy górnicze” – „Polecamy się waszej pamięci”.